# Michael Gromoeller
Michael Gromoeller (niem. Michael Gromöller) (ur. 17 marca 1965) – niemiecki brydżysta, World International Master (WBF), European Master (EBL).
Michael Gromoeller w latach 1992-2000 był trenerem lub niegrającym kapitanem reprezentacji juniorów Niemiec.

## Wyniki brydżowe

### Olimpiady
Na olimpiadach uzyskał następujące rezultaty:
| Olimpiady brydżowe. Zawody teamów | Olimpiady brydżowe. Zawody teamów | Olimpiady brydżowe. Zawody teamów | Olimpiady brydżowe. Zawody teamów | Olimpiady brydżowe. Zawody teamów | Olimpiady brydżowe. Zawody teamów |
| Rok                               | Miejsce                           | Zawody                            | Kategoria                         | Drużyna                           | Pozycja                           |
| --------------------------------- | --------------------------------- | --------------------------------- | --------------------------------- | --------------------------------- | --------------------------------- |
| 2012                              | Lille                             | 2. Olimpiada Sportów Umysłowych   | Open                              | Germany                           | 9                                 |
| 2008                              | Pekin                             | 1. Olimpiada Sportów Umysłowych   | Open                              | Germany                           | 4                                 |

| Olimpiady brydżowe. Zawody Indywidualne | Olimpiady brydżowe. Zawody Indywidualne | Olimpiady brydżowe. Zawody Indywidualne | Olimpiady brydżowe. Zawody Indywidualne | Olimpiady brydżowe. Zawody Indywidualne |
| Rok                                     | Miejsce                                 | Zawody                                  | Kategoria                               | Pozycja                                 |
| --------------------------------------- | --------------------------------------- | --------------------------------------- | --------------------------------------- | --------------------------------------- |
| 2008                                    | Pekin                                   | 1 Olimpiada Sportów Umysłowych          | Open                                    | 22                                      |

### Zawody światowe
W światowych zawodach zdobył następujące lokaty:
| Mistrzostwa Świata. Konkurencja teamów | Mistrzostwa Świata. Konkurencja teamów | Mistrzostwa Świata. Konkurencja teamów | Mistrzostwa Świata. Konkurencja teamów | Mistrzostwa Świata. Konkurencja teamów | Mistrzostwa Świata. Konkurencja teamów |
| Rok                                    | Miejsce                                | Zawody                                 | Kategoria                              | Drużyna                                | Pozycja                                |
| -------------------------------------- | -------------------------------------- | -------------------------------------- | -------------------------------------- | -------------------------------------- | -------------------------------------- |
| 2013                                   | Nusa Dua                               | 41. Mistrzostwa Świata Teamów          | Trans                                  | Duetschland                            | 10                                     |
| 2013                                   | Nusa Dua                               | 41. Mistrzostwa Świata Teamów          | Open                                   | Germany                                | 12                                     |
| 2011                                   | Veldhoven                              | 40. Mistrzostwa Świata Teamów          | Trans                                  | Bamruhe                                | 29                                     |
| 2009                                   | São Paulo                              | 39 Mistrzostwa Świata Teamów           | Open                                   | Germany                                | 5                                      |
| 2009                                   | São Paulo                              | 39 Mistrzostwa Świata Teamów           | Trans                                  | Deutschland                            | 3                                      |
| 2006                                   | Werona                                 | 12 Mistrzostwa Świata                  | Open                                   | Bausback                               | 83                                     |
| 1998                                   | Lille                                  | 10. Mistrzostwa Świata                 | Open                                   | Reps                                   | 81                                     |
| 1997                                   | Hammamet                               | 33 Mistrzostwa Świata Teamów           | Trans                                  | Humburg                                | 44                                     |
| 1994                                   | Albuquerque                            | 9 Mistrzostwa Świata                   | Open                                   | Reps                                   | 33                                     |

| Mistrzostwa Świata. Konkurencja par | Mistrzostwa Świata. Konkurencja par | Mistrzostwa Świata. Konkurencja par | Mistrzostwa Świata. Konkurencja par | Mistrzostwa Świata. Konkurencja par | Mistrzostwa Świata. Konkurencja par |
| Rok                                 | Miejsce                             | Zawody                              | Kategoria                           | Partner                             | Pozycja                             |
| ----------------------------------- | ----------------------------------- | ----------------------------------- | ----------------------------------- | ----------------------------------- | ----------------------------------- |
| 2010                                | Filadelfia                          | 13. Mistrzostwa Świata              | Miksty                              | Yasmin Basegmez                     | 50                                  |
| 2006                                | Werona                              | 12. Mistrzostwa Świata              | Miksty                              | Ulrike Schreckenberger              | 211                                 |
| 2002                                | Montreal                            | 11. Mistrzostwa Świata              | Seniorzy                            | Werner Schneider                    | 40                                  |
| 1994                                | Albuquerque                         | 9. Mistrzostwa Świata               | Open                                | Guido Hopfenheit                    | 47                                  |
| 1990                                | Genewa                              | 8. Mistrzostwa Świata               | Miksty                              | Julia Korus                         | 20                                  |

### Zawody europejskie
W europejskich zawodach zdobył następujące lokaty:
| Zawody europejskie. Konkurencja teamów | Zawody europejskie. Konkurencja teamów | Zawody europejskie. Konkurencja teamów    | Zawody europejskie. Konkurencja teamów | Zawody europejskie. Konkurencja teamów | Zawody europejskie. Konkurencja teamów |
| Rok                                    | Miejsce                                | Zawody                                    | Kategoria                              | Drużyna                                | Pozycja                                |
| -------------------------------------- | -------------------------------------- | ----------------------------------------- | -------------------------------------- | -------------------------------------- | -------------------------------------- |
| 2014                                   | Mediolan                               | 13. Puchar Europy                         | Open                                   | Bamberger Reiter - Ger                 | 2                                      |
| 2013                                   | Opatija                                | 12. Puchar Europy                         | Open                                   | Bamberger Reiter - Ger                 | 9                                      |
| 2013                                   | Ostenda                                | 6. Otwarte Mistrzostwa Europy             | Open                                   | Deutschland                            | 5                                      |
| 2013                                   | Ostenda                                | 6. Otwarte Mistrzostwa Europy             | Miksty                                 | DesperateBridgeWives                   | 22                                     |
| 2012                                   | Dublin                                 | 51. Mistrzostwa Europy Teamów             | Open                                   | Germany                                | 6                                      |
| 2010                                   | Izmir                                  | 9. Puchar Europy Teamów                   | Open                                   | Bamberger Ger                          | 11                                     |
| 2010                                   | Ostenda                                | 50. Mistrzostwa Europy Teamów             | Open                                   | Germany                                | 9                                      |
| 2009                                   | Paryż                                  | 8. Puchar Europy                          | Open                                   | BCPR Germany                           | 2                                      |
| 2009                                   | San Remo                               | 4. Otwarte Mistrzostwa Europy             | Open                                   | Bamberger Reiter                       | 33                                     |
| 2009                                   | San Remo                               | 4. Otwarte Mistrzostwa Europy             | Miksty                                 | Alizee                                 | 9                                      |
| 2008                                   | Amsterdam                              | 7. Puchar Europy                          | Open                                   | BCPR Germany                           | 4                                      |
| 2008                                   | Pau                                    | 49. Mistrzostwa Europy Teamów             | Open                                   | Germany                                | 3                                      |
| 2007                                   | Wrocław                                | 6. Puchar Europy                          | Open                                   | BR Germany                             | 3                                      |
| 2006                                   | Rzym                                   | 5. Puchar Europy                          | Open                                   | BBC Germany                            | 1                                      |
| 2005                                   | Teneryfa                               | 2. Otwarte Mistrzostwa Europy             | Open                                   | Piekarek                               | 17                                     |
| 2005                                   | Teneryfa                               | 2. Otwarte Mistrzostwa Europy             | Miksty                                 | Weber                                  | 17                                     |
| 2003                                   | Mentona                                | 1. Otwarte Mistrzostwa Europy             | Open                                   | Gromoeller                             | 17                                     |
| 1998                                   | Akwizgran                              | 5. Mistrzostwa Europy Mikstów             | Miksty                                 | Gromoeller                             | 21                                     |
| 1995                                   | Vilamoura                              | 42. Mistrzostwa Europy Teamów             | Open                                   | Germany                                | 17                                     |
| 1994                                   | Barcelona                              | 3. Mistrzostwa Europy Mikstów             | Miksty                                 | Gromoeller                             | 50                                     |
| 1993                                   | Mentona                                | 41. Mistrzostwa Europy Teamów             | Open                                   | Germany                                | 12                                     |
| 1992                                   | Ostenda                                | 2. Mistrzostwa Europy Mikstów             | Miksty                                 | Gromoeller                             | 59                                     |
| 1990                                   | Neumünster                             | 12. Młodzieżowe Mistrzostwa Europy Teamów | Germany                                | Poland                                 | 4                                      |
| 1990                                   | Bordeaux                               | 1. Mistrzostwa Europy Mikstów             | Miksty                                 | Gromoeller                             | 48                                     |
| 1986                                   | Budapeszt                              | 10. Młodzieżowe Mistrzostwa Europy Teamów | Juniorzy                               | Germany                                | 10                                     |
| 1984                                   | Hasselt                                | 9. Młodzieżowe Mistrzostwa Europy Teamów  | Juniorzy                               | Germany                                | 12                                     |
| 1982                                   | Salsomaggiore                          | 8. Młodzieżowe Mistrzostwa Europy Teamów  | Juniorzy                               | Germany                                | 13                                     |

| Zawody europejskie. Konkurencja par | Zawody europejskie. Konkurencja par | Zawody europejskie. Konkurencja par | Zawody europejskie. Konkurencja par | Zawody europejskie. Konkurencja par | Zawody europejskie. Konkurencja par |
| Rok                                 | Miejsce                             | Zawody                              | Kategoria                           | Partner                             | Pozycja                             |
| ----------------------------------- | ----------------------------------- | ----------------------------------- | ----------------------------------- | ----------------------------------- | ----------------------------------- |
| 2009                                | San Remo                            | 4. Otwarte Mistrzostwa Europy       | Open                                | Andreas Kirmse                      | 14                                  |
| 2009                                | San Remo                            | 4. Otwarte Mistrzostwa Europy       | Miksty                              | Ulrike Schreckenberger              | 224                                 |
| 2007                                | Antalya                             | 3. Otwarte Mistrzostwa Europy       | Miksty                              | Anne Gromoeller                     | 45                                  |
| 2005                                | Teneryfa                            | 2. Otwarte Mistrzostwa Europy       | Open                                | Andreas Kirmse                      | 158                                 |
| 2003                                | Mentona                             | 1. Otwarte Mistrzostwa Europy       | Open                                | Andreas Kirmse                      | 165                                 |
| 2001                                | Sorrento                            | 11. Mistrzostwa Europy Par          | Open                                | Andreas Kirmse                      | 303                                 |
| 1999                                | Warszawa                            | 10. Mistrzostwa Europy Par          | Open                                | Guido Hopfenheit                    | 44                                  |
| 1997                                | Haga                                | 9 Mistrzostwa Europy Par            | Open                                | Guido Hopfenheit                    | 69                                  |
| 1996                                | Monte Carlo                         | 4 Mistrzostwa Europy Mikstów        | Mikst                               | Helmi Gromoeller                    | 133                                 |
| 1994                                | Barcelona                           | 3. Mistrzostwa Europy Mikstów       | Miksty                              | Helmi Gromoeller                    | 40                                  |
| 1992                                | Ostenda                             | 2. Mistrzostwa Europy Mikstów       | Mikst                               | Helmi Gromoeller                    | 131                                 |
| 1990                                | Bordeaux                            | 1. Mistrzostwa Europy Mikstów       | Mikst                               | Helmi Gromoeller                    | 25                                  |
| 1989                                | Salsomaggiore                       | 5. Mistrzostwa Europy Par           | Open                                | - Schafer                           | 189                                 |

## Klasyfikacja
- Michael Gromoeller – klasyfikacja WBF (ang.)
- Michael Gromoeller – klasyfikacja EBL (ang.)